# Advantech
Advantech je tchajwanská veřejně obchodovaná společnost vyrábějící zařízení a systémy pro průmyslovou automatizaci. V současné době má celosvětově největší podíl na trhu průmyslových počítačů (IPC). V roce 2020 byla označena za čtvrtou nejhodnotnější globální značku na Tchaj-wanu.

## Historie

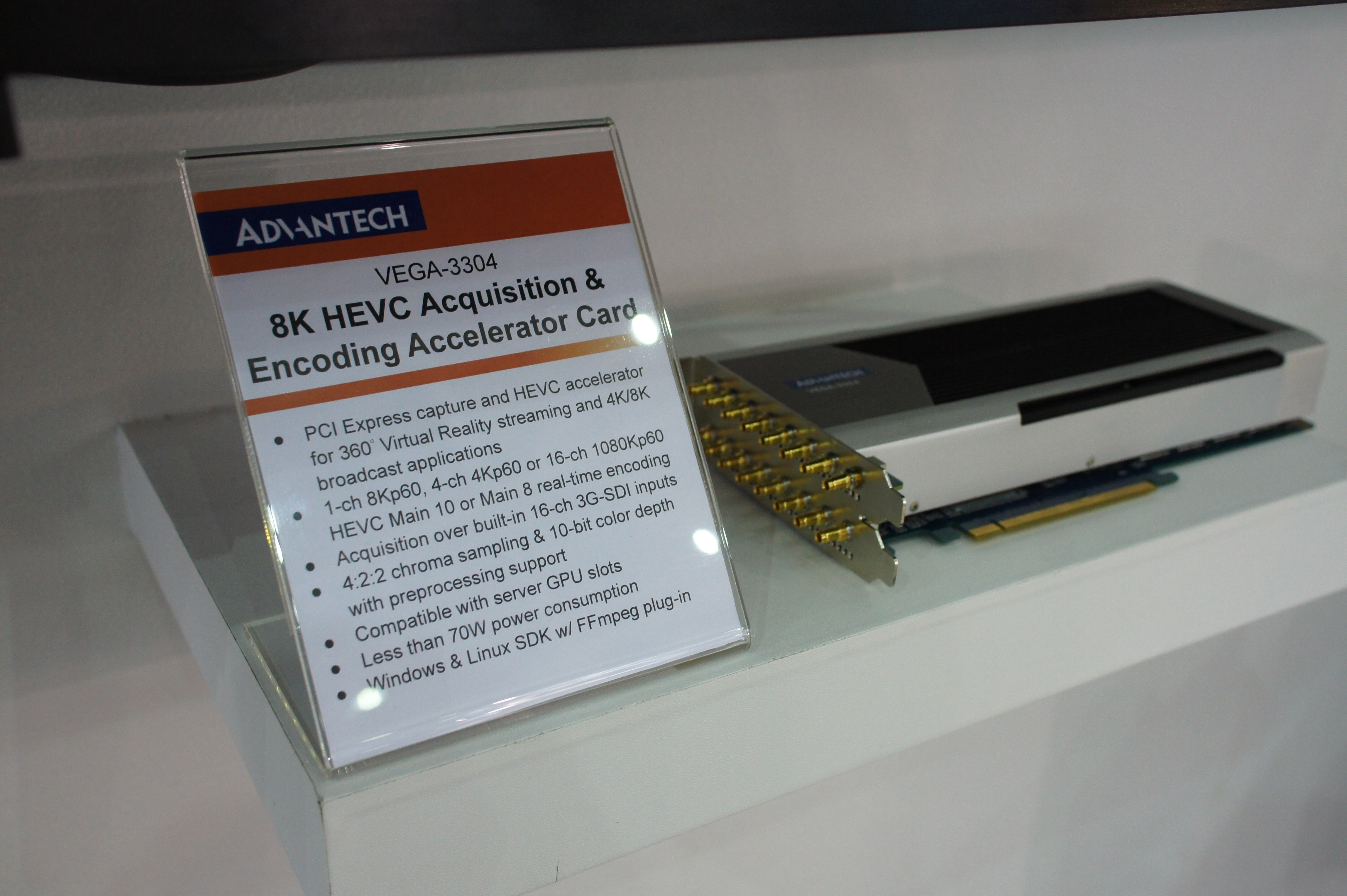
Karta video kodeku Advantech 8K HEVC VEGA-3304

V roce 1981 založili Advantech tři bývalí inženýři společnosti Hewlett-Packard s cílem poskytovat počítačové měřicí systémy. Ve větším rozsahu však společnost začala působit až od roku 1983 po přestěhování a navýšení základního jmění. Postupně se záběr společnosti rozšiřoval o měřicí systémy založené na počítačích PC a karty pro měření a sběr dat pro počítače PC XT/AT.
V roce 1989 byla zahájena výroba vlastních průmyslových počítačů (IPC) a postupně přibývala další zařízení pro průmyslovou automatizaci, průmyslové sítě, internet věcí a související oblasti.
V roce 1992 byly na trh poprvé uvedeny moduly řady ADAM pro vzdálené měření v průmyslu.
Od roku 1995 Advantech postupně zakládá kanceláře také mimo Tchaj-wan – v Německu, Singapuru, Maďarsku, Japonsku, Velké Británii, Francii, USA, Holandsku nebo Itálii.
V roce 1999 byla společnost Advantech uvedena na tchajwanskou burzu.
V roce 2007 byla založena evropská centrála v německém Mnichově.
V roce 2016 se Advantech stal 100% vlastníkem společnost B+B Smartworks, Inc., jejíž součástí byl také český výrobce rádiových a GSM průmyslových modemů Conel. Tak vznikl Advantech Czech, s. r. o.
V roce 2018 se společnost Advantech umístila na 5. místě mezi nejhodnotnějšími značkami na Tchaj-wanu.